# Giustizia a tutti i costi
Giustizia a tutti i costi (Out for Justice) è un film del 1991 diretto da John Flynn, con protagonista Steven Seagal.
Le riprese del film si svolsero dal 9 ottobre 1990 al 29 gennaio 1991.

## Trama
Gino Felino, poliziotto della Narcotici, indaga sulla morte del suo miglior amico e collega Bobby Lupo, barbaramente ucciso da Richie Madano in pieno giorno davanti a decine di testimoni, inclusi moglie e figli. Gino e Bobby, così come Richie, sono tutti figli di immigrati italiani venuti in America nel dopoguerra. L'intenzione di Gino, comunque, dal primo momento non è quella di arrestare e processare Richie, ma di ucciderlo; Richie stesso sembra di essere cosciente del fatto che questa sarà la sua "ultima notte". Infatti il suo unico scopo sembra fare quanti più danni possibili "prima che la notte finisca" (citazione dello stesso Richie in una delle prime scene del film), quindi, complice il crack di cui abusa, gira per le strade di Brooklyn e uccide a sangue freddo e senza alcuna pietà chiunque gli capiti a tiro, da un ragazzo che spacciava droga nel suo quartiere ad una donna che, in auto, gli aveva suonato col clacson dicendogli di togliersi dalla strada perché intralciava il traffico.
Gino, intanto, segue le tracce di Richie prima a casa della famiglia Madano, poi al bar di proprietà del fratello di Richie, Vinnie, un locale frequentato da avanzi di galera, esponenti della mafia e ludopatici. Il poliziotto riceve un'accoglienza tutt'altro che gentile, anzi. Viene insultato e attaccato sia da Vinnie che dai clienti del bar, i quali, però, vengono brutalizzati da Gino; ed infine al club di cui la sorella Patty è proprietaria. Qui viene a conoscenza di un nome, Roxanne, che però, non gli dice nulla. Intanto Richie è ormai fuori controllo e nella sua "notte di follia" uccide a sangue freddo un meccanico paralitico. Inoltre Richie fa visita ad una donna, un'ex prostituta, che stava cercando di cambiare, e la costringe ad andare nuovamente a letto con lui, mentre manda i suoi soci a casa della moglie di Gino, il quale, fortunatamente, si trova lì e riesce a difenderla uccidendo gli uomini di Richie. Gino riprende quindi ad indagare sulla fantomatica Roxanne, ed arriva finalmente a scoprire la verità su quanto accaduto a Bobby: Roxanne era la donna di Richie, e Bobby aveva una relazione con lei, testimoniata da alcune foto che li ritraevano insieme mentre consumavano un rapporto sessuale, Richie l'ha saputo dalla moglie di Bobby, che lo aveva scoperto e, in un eccesso d'ira, aveva inviato una foto a Richie (la stessa foto che Richie mette sul cadavere di Bobby dopo averlo ucciso), senza pensare alle conseguenze.
Finalmente un informatore di Gino, un ragazzino ispanico, rintraccia Richie e i suoi complici nel luogo in cui stanno facendo baldoria. Gino si introduce di soppiatto e, uno alla volta, uccide tutti fino a trovarsi faccia a faccia con Richie, con il quale si batte a mani nude, sconfiggendolo senza alcuna difficoltà, prima di ucciderlo con un cavatappi. Dopo il combattimento, Franky, un mafioso con il quale Gino ha un rapporto di reciproco rispetto, arriva sulla scena. Gino gli sottrae la pistola e spara alcuni colpi al corpo di Richie, facendo quindi sembrare il tutto un regolamento di conti tra mafiosi.

## Accoglienza

### Critica
Il film ha ricevuto critiche miste. Sul sito Rotten Tomatoes registra il 23% delle recensioni professionali positive. Su IMDb ha una valutazione positiva di 6,1/10.

### Incassi
Il film ha esordito al primo posto del botteghino statunitense, incassando oltre 10 milioni di dollari durante la prima settimana nei cinema. È diventato il terzo film consecutivo di Seagal a raggiungere la prima posizione del botteghino nel suo weekend di apertura, dopo Duro da uccidere e Programmato per uccidere.